# Seicha

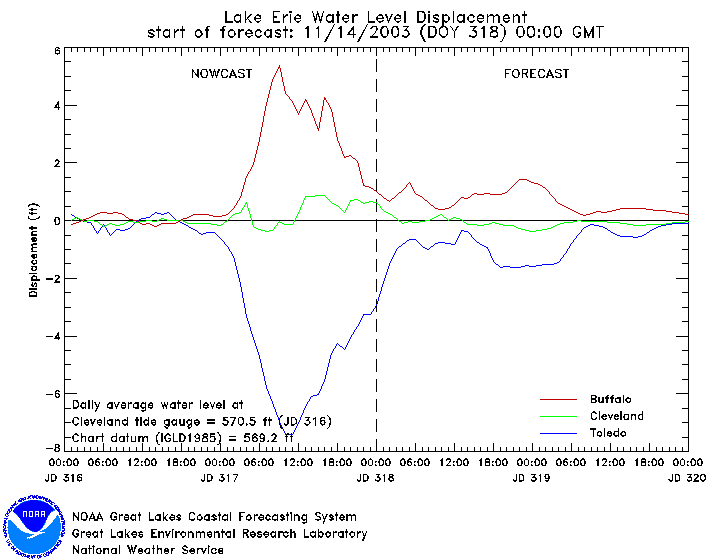
Variação do nível da água causada por uma seicha no Lago Erie a 14 de Novembro de 2003.

Seicha é uma onda de longo período (30 < T < 500 s), em geral estacionária, que se gera em estuários, bacias portuárias, lagos e outros corpos de água confinados, em resultado da amplificação por ressonância da energia de ondas incidentes ou de outra qualquer fonte de excitação ondulatória. O termo foi cunhado em 1890 pelo hidrologista suíço François-Alphonse Forel, que descreveu o efeito no lago de Genebra. A palavra é originária do francês falado na Suíça, na qual significa abanar periodicamente, e aparentemente já era utilizada para descrever as oscilações dos lagos alpinos. Nos portos as seichas são por vezes designadas por calema (embora frequentemente a agitação seja apenas devida à refração, difração e reflexão da ondulação vindo do exterior da bacia portuária).

## Natureza e causa das seichas
As seichas são fenómenos ondulatórios que se estabelecem em corpos de água confinados, assumindo os trens de ondas formados modos de oscilação que correspondem aos períodos naturais de ressonância do corpo de água. Por outras palavras, as seichas são um fenómeno semelhante ao que ocorre num recipiente com superfície livre contendo água, se este for sujeito a uma oscilação próxima da sua frequência natural: a água entra em oscilação, subindo e descendo com nodos e ventres distribuídos em função das dimensões do recipiente e do comprimento de onda da oscilação (sendo o comprimento um múltiplo exacto da distância entre nodos).
Na natureza o fenómeno é causado pela ressonância num corpo de água confinado que foi perturbado por uma força oscilatória, em geral o vento ou ondulação proveniente de águas confinantes. Embora menos frequentes, os sismos podem ser causa de seichas (o mecanismo de formação das seichas apresenta muitos aspectos em comum com o da formação de tsunamis).
O fenómeno gera-se porque a gravidade actua sobre a massa de água perturbada tendendo a restaurar a horizontalidade da sua superfície (fazendo-a coincidir com uma linha equipotencial do campo gravítico), pois essa configuração corresponde ao equilíbrio de mínima energia. Dessa interação entre a gravidade e a força que impõe a oscilação resulta um impulso que se propaga ao longo da bacia com uma velocidade que depende da profundidade e densidade das águas. Ao atingir o extremo da bacia, o impulso é reflectido na direção oposta gerando um fenómeno de interferência com as ondas originais, que propagam em sentido oposto.
Das múltiplas interações produzidas entre impulsos sucessivos e as ondas reflectidas geram-se ondas estacionárias com um ou mais nodos, ou pontos que experimentam movimento vertical. A frequência da oscilação é determinada pelo tamanho e forma da bacia, pela sua profundidade e topografia dos fundos e pela temperatura e salinidade (devido à variação da densidade que induzem). Devido à sua origem por reflexão, o comprimento do corpo de água, medido na direção de propagação das ondas, tenderá a ser um múltiplo exacto da distância entre nodos.
Apesar das seichas poderem assumir qualquer comprimento de onda, devido à fricção apenas as ondas mais longas são mantidas de forma sustentada, durando a oscilação de minutos a muitas horas (ou mesmo dias se a excitação for mantida). O período da oscilação varia entre alguns segundos (numa piscina ou pequeno corpo de água) e alguns dias (em grandes lagos e fjords).
Em bacias portuárias, estuários e outros corpos de água confinados mas em contacto com uma superfície aquática maior, as ondas incidentes podem ter origem em batimentos (surf-beat), perturbações meteorológicas (oscilações violentas do vento e pressão atmosférica) ou qualquer outro processo que imprima ondulação nas águas abertas, que depois se transmite às águas confinadas e aí inicia o processo oscilatório local, com a respectiva amplificação.
Apesar de na maior parte dos casos serem pouco perceptíveis, particularmente ma grandes lagos onde se traduzem em lentas subidas e descidas locais do nível das águas (semelhantes a marés), as seichas constituem, em geral, um perigo para as embarcações ancoradas ou atracadas em bacias portuárias, em particular, para as que estejam próximo dos nodos, pois estes pontos, em oposição aos ventres, experimentam oscilação vertical mínima e horizontal máxima. 
O período de oscilação unidimensional numa bacia rectangular fechada é geralmente representado pela fórmula: 
{\displaystyle {\mbox{Periodo}}(T)={\frac {2L}{n{\sqrt {gh}}}}}
e o respectivo comprimento de onda por:
{\displaystyle \lambda ={\frac {2L}{n}}}
onde L é o comprimento da bacia, h a profundidade média do corpo de água, n o número de nodos e g a aceleração da gravidade.
Numa bacia rectangular aberta, o período de oscilação unidimensional pode ser estimado pela fórmula: 
{\displaystyle {\mbox{Periodo}}(T)={\frac {4L}{(2n-1){\sqrt {gh}}}}}
e o comprimento de onda por:
{\displaystyle \lambda ={\frac {4L}{(2n-1)}}}
onde, à semelhança da fórmula anterior, L é o comprimento da bacia, h a profundidade média do corpo de água, n o número de nodos e g a aceleração da gravidade.
As fórmulas anteriores são meras aproximações, não levando em conta aspectos determinantes (e, nalguns casos, essenciais) do fenómeno, como sejam a geometria da bacia (apenas cobrem o caso mais simples de rectangularidade), a topografia dos fundos e a densidade das águas. É preciso ter em conta que numa bacia real será formado um trem de ondas complexo tendo, para além da frequência fundamental, determinada pela ressonância da bacia, um vasto conjunto de harmónicas, acrescido de ondulação induzida por outros modos de vibração. Daí que as seichas sejam fenómenos complexos que não se deixam modelar por fórmulas simples, cuja previsão exige modelos matemáticos multidimensionais ou mesmo ensaios em modelo reduzido. A forma mais segura de as conhecer é a medição da ondulação nas bacias existentes sob diferentes condições de excitação.

## Seichas internas
A existência de camadas de água com densidade diferente, seja devido à presença de termoclinas com grande gradiente de temperatura ou a diferenças na salinidade, pode levar ao aparecimento de seichas internas, isto é independentes de excitação exterior. Nessas circunstâncias o corpo de água entre em oscilação até que o equilíbrio hidrostático entre as diversas massas de águas se restabeleça.
As seichas internas são importantes na redistribuição de nutrientes, na geração de correntes de mistura e no desencadear dos fenómenos de mistura em lagos. Este papel das seichas é de grande relevância ecológica dado o impacte que tem sobre as estruturas tróficas e a oxigenação das águas. 

## Prevalência das seichas e osmonstros aquáticos
Pequenas seichas estão sempre presentes em quase todos os lagos de média e grande dimensão, passando em geral despercebidas à observação casual. Contudo, em situações em que a sua amplitude é maior, e tendo em conta que as seichas são ondas estacionárias, isto é com os seus nodos praticamente fixos na mesma posição por períodos razoavelmente longos, elas dão origem a ilusões ópticas, com os observadores a descreverem longos objectos (a crista da onda) parados ou movendo-se lentamente. A ilusão atrás descrita está seguramente na origem do registo visual de monstros aquático em variadíssimos lagos e fjords.
As seichas internas são particularmente comuns, devido à diferença de temperatura entre camadas de água, nos lagos das zonas temperadas. Um desses lagos é o Loch Ness, na Escócia, famoso pelas aparições de Nessie, o seu monstro privativo.
Os Grandes Lagos da América do Norte experimentam seichas permanentes localmente designadas por slosh, que em geral apenas chama a atenção em períodos de grande calma, quando a ondulação devida ao vento está ausente.
Estuários, fjords, golfos e baías apertadas estão em geral sujeito a pequenas seichas com apenas alguns centímetros de amplitude e períodos de alguns minutos.
As seichas também aparecem em mares fechados ou semi-fechados, com amplitudes e períodos que se assemelham aos da maré. O Mar do Norte desenvolve seichas longitudinais com período que ronda as 36 horas.
O Lago Erie é particularmente propício à formação de seichas devido à sua pouca profundidade e grande elongação. Com ventos intensos, estas características podem levar à formação de seichas gigantescas que geram diferença do nível da água entre margens opostas de até 5 m. A perigosidade destas seichas é agravada pelo facto das subidas e descidas se repetirem ritmicamente.
Em 1954, o furacão Hazel levou ao empilhamento das águas no parte noroeste do Lago Ontário nas proximidades de Toronto, causando uma extensa inundação e desencadeando uma seicha que depois induziu inundações na margem oposta.
As seichas, mesmo em grandes massas de água, podem ser muito rápidas, isto é podem ter períodos relativamente curtos: a 13 de julho de 1995, uma grande seicha no Lago Superior provocou uma subida e descida da água com uma amplitude de 1 m em apenas 15 minutos. A rapidez da variação do nível das águas deixou embarcações dependuradas dos cais (por falta de folga nas amarras). No Lago Michigan, 8 pescadores foram arrastados pelas águas e afogaram-se quando uma seicha com mais de 3 m de altura atingiu a marginal de Chicago em  26 de junho de 1954.
Corpos de água situados em zonas com sismicidade activa, tais como o Lago Tahoe, na Califórnia e Nevada, e os estuários do rio Tejo e do rio Sado, em Portugal, apresentam risco de formação de grandes seichas em caso de ocorrência de um sismo significativo com ondas com frequência próxima de algum dos modos de vibração natural daquelas massas de água  ou suas harmónicas. No Lago Tahoe há registo geológico de seichas induzidas por sismos em tempos pré-históricos com mais de 10 m de altura (este risco foi incluído no planeamento de emergência das áreas ribeirinhas).
Seichas desencadeadas por grandes sismos podem ser observadas a milhares de quilómetros de distância do epicentro. Neste particular, as piscinas são particularmente sensíveis , já que a frequência das ondas sísmicas é próxima de um dos seus modos de ressonância: o sismo de Northridge (Califórnia) em 1994 causou o tranbordamento de piscinas em todo o sul daquele estado. O grande sismo que atingiu o Alasca em 1964 causou seichas em piscinas sitas em lugares tão remotos como o Puerto Rico.
O sismo de Lisboa de 1755, que afetou não apenas Lisboa como também as costas sudoeste e sul portuguesas e norte-africana, causou seichas em canais situados até 3000 km de distância, como na Escócia e na Suécia.
Ocasionalmente, os tsunamis podem desencadear seichas em resultado da forma das costas afectadas.  O tsunami que atingiu o Hawaii em 1946 apresentava duas frentes de onda separadas por um intervalo de 15 minutos. Ora um dos períodos naturais de ressonância da baía de Hilo tem valor próximo dos 30 minutos, tal que significou que uma em cada duas ondas estava em fase com a oscilação das águas na baía, desencadeando uma forte seicha. Em resultado, Hilo sofreu piores danos do que qualquer outra localidade havaiana, com a seicha a atingir uma altura de 14 m acima do nível normal das águas e matando 159 pessoas. Em 1755 uma situação semelhante poderá ter ocorrido em Lisboa, com as águas a invadir zonas extensas das margens do estuário do Tejo.